# Milla (planta)
Milla es un género de plantas herbáceas, perennes y bulbosas perteneciente a la familia de las asparagáceas. Comprende diez especies que se distribuyen desde Estados Unidos hasta Honduras y México. 

## Descripción
Son pequeñas plantas herbáceas y perennes que crecen a partir de cormos recubiertos de fibras. Presentan de una a siete hojas basales con una lámina lineal, terete o cilíndrico, con nervaduras escabrosas.
Las flores son sésiles, si bien parecen pediceladas, de 4 a 15 cm, actinomorfas, hermafroditas y presentan un perigonio de seis tépalos, claramente fusionados en la parte proximal formando un tubo largo y delgado. Los lóbulos del perianto son de color blanco con rayas verdes, rosas o azules en el envés. El androceo está formado por seis estambres   que se insertan en el tubo de perigonio. El pistilo está formado por tres carpelos fusionados. El gineceo es de ovario súpero, presenta tres lóculos y varios óvulos por lóculo de placentación axilar. El estilo es exerto y el estigma muestra tres lóbulos poco definidos.
Las flores se disponen en inflorescencias en umbela, de una a 30 flores y son abiertas, bracteadas, con cuatro brácteas triangulares que no encierran a las yemas florales. Las inflorescencias, a su vez, se hallan en el extremo de un escapo solitario, cilíndrico, de vez en cuando robusto y rígido. El fruto es una cápsula loculicida, picudos por la base persistente del estilo. Las semillas son numerosas y de color negro.

## Taxonomía
El género fue descrito por Antonio José de Cavanilles  y publicado en Icones et Descriptiones Plantarum 2: 76, pl. 196. 1793. La especie tipo es: Milla biflora Cav.

## Especies
A continuación se brinda un listado de las especies del género Milla aceptadas hasta marzo de 2012, ordenadas alfabéticamente. Para cada una se indica el nombre binomial seguido del autor, abreviado según las convenciones y usos, y la publicación válida. Finalmente, para cada especie también se detalla su distribución geográfica.
- Milla biflora
- Milla bryanii
- Milla delicata
- Milla filifolia
- Milla magnifica
- Milla mexicana
- Milla mortoniana
- Milla oaxacana
- Milla potosina
- Milla rosea